# Lemmensmolen (Kinrooi)
De Lemmensmolen (ook: Molen Verbeek) is een windmolen te Kinrooi, gelegen aan Breeërsteenweg 230.
Het betreft een ronde stenen molen van het type beltmolen die fungeerde als korenmolen, en in het verleden ook als oliemolen heeft gewerkt.

## Geschiedenis
De molen werd gebouwd in 1856. Tot 1906 fungeerde de molen -naast haar taak als korenmolen- ook als oliemolen. In 1907 werd een benzinemotor geplaatst en in 1934 kwamen er gestroomlijnde wieken van het systeem-Dekker. In 1952 werden deze vervangen door wieken volgens het systeem-Van Bussel. Tot 1964 werd op de wind gemalen, daarna slechts met een benzinemotor. De molen raakte in verval en de toenmalige eigenaar besloot in 1979 tot sloop, maar -mede door buurtinitiatief- werd de molen hersteld en is sinds 1981 beschermd. De molen bleef maalvaardig maar de windvang werd belemmerd door een rij populieren. De laatste molenaar, Hubert Lemmens, ging in 2010 met pensioen.